# Теїди
Теїди (Teiidae) — родина ящірок. Має 10 родів та понад 230 видів.

## Опис
Довжина зазвичай 30-35 см, у деяких до 1,2 м. Забарвлення цих ящірок яскраве, воно вважається найкращим з американських плазунів. Тулуб стрункий. Голова зверху вкрита великими симетричними роговими лусками. Кінцівки п'ятипалі, у більшості добре розвинені, у деяких в різній мірі редуковані або зовсім без них. Зуби не мають характерної внутрішньої зубної порожнини. Зуби конічні, мають 2—3 верхівки, стиснуті, широкі й тупі. очі добре розвинуті з округою зіницею та рухливими повіками. У нижній повіці може бути прозоре віконце. Луска однородна, спинна відрізняється від черевної.

## Спосіб життя
Полюбляють лісисту, пустельну, степову, гірську місцевість. Часто можна зустріти на морському узбережжі. Наземний, напівдеревний або рийний спосіб життя. Гарно бігають, навіть можуть на задніх лапах, вправно стрибають: на 30 см у довжину й на 8—10 у висоту. Добре лазять по деревах, плавають. Живляться дрібними ссавцями, птахами та їх яйцями, безхребетними, амфібіями, плодами рослин.
Це яйцекладні та живородні тварини. У кладці від 4-6 до 20-30 яєць. 
М'ясо великих теїд уживається в їжу.

## Розповсюдження
Центральна та Південна Америка, південна частина США. 

## Роди
- Ameiva (34 види)
- Aspidoscelis (120 видів)
- Callopistes (2 види)
- Cnemidophorus (60 видів)
- Crocodilurus (1 вид)
- Dicrodon (3 види)
- Dracaena (2 види)
- Kentropyx (9 видів)
- Teius (3 види)
- Tupinambis (7 видів)